# Timóteo
Timóteo este un oraș care aparține regiunii metropolitane Vale do Aço din statul Minas Gerais, Brazilia. Localitatea este traversată de râul Piracicaba. În anul 2021, populația acesteia era de 91.268 locuitori.
Timóteo se învecinează cu districtele municipale Ipatinga, Coronel Fabriciano, Antônio Dias, Jaguaraçu, Marliéria, Caratinga și Bom Jesus do Galho.

## Personalități născute aici
- Vitor Roque (n. 2005), fotbalist.